# Zemplénagárd
Zemplénagárd (slovensky Agard) je vesnice v Maďarsku, v Boršodsko-abovsko-zemplinské župě v Cigándském okrese.
Má rozlohu 2911 hektarů a žije zde 567 obyvatel (2007).

## Poloha
Obec se nachází v severovýchodním Maďarsku na okraji Velké dunajské nížiny v úpatí pásma Zemplinských hor (maďarsky: Zempléni hegység) nedaleko od slovenských hranic. Leží asi 114 km od okresního města Miškolc.
V srpnu 2006 byl otevřen hraniční přechod pro pěší a cyklisty mezi Zemplénagárdem a slovenskou obcí Veľké Trakany. V roce 2013 zde byly realizovány úpravy, které umožnily využívat hraniční přechod ostatním účastníkům silničního provozu.

## Památky
- Řeckokatolický kostel z roku 1451 zasvěcený svatému Janu Zlatoústému.
- Reformační kostel z roku 1794